# John Mabuku
John Mabuku (* im 20. Jahrhundert; † 13. Juli 2008 in Botswana) war ein namibischer Gouverneur der Region Caprivi (heute Sambesi), Caprivi-Autonomist und Mitglied der Demokratischen Turnhallenallianz (DTA). Nach dem erfolglosen Aufstand von 1998 floh er mit Mishake Muyongo nach Botswana.
In Botswana setzte er seine Tätigkeit als führendes Mitglied der United Democratic Party – Caprivi Freedom im Flüchtlingslager Kagisong fort. Er half Muyongo, der damals in Dänemark war.
Am 13. Juli 2008 starb John Mabuku nach langer, schwerer Krankheit.